# Dagoberto Gama
Dagoberto Gama Sánchez (Coyuca de Catalán, Guerrero; 22 de diciembre de 1959) es un actor mexicano.

## Biografía
Nació en Coyuca de Catalán en el estado de Guerrero, el 22 de diciembre de 1959. Estudió en la facultad de Teatro de la  Universidad Veracruzana, Xalapa entre 1978 y 1983. Ha combinado su trabajo entre el teatro el cine y la televisión.
En 1990, actúa en la película La vengadora implacable. En el cine ha participado en: El violín (2005), donde interpretó a un Capitán. Once upon a time in Mexico (2003), junto a Antonio Banderas, Salma Hayek, Johnny Depp, Eva Mendes y fue dirigida por Robert Rodriguez. El crimen del padre Amaro (2002), junto a Gael García Bernal y Ana Claudia Talancón. Amores perros (2000), junto a Emilio Echevarría, Gael Garcia Bernal y Goya Toledo.
En la televisión, ha actuado en La reina del sur (2011), junto a Kate del Castillo, Rafael Amaya y Cristina Urgel. El encanto del águila (2011), junto a Carlos Corona, Emilio Echevarría, Enoc Teaño y Camelia la Texana (2014), junto a Sara Maldonado, Erik Hayser, Andrés Palacios y Joaquín Garrido.

## Docencia
- Maestro Adjunto de Actuación en el Centro Universitario de Teatro (CUT), UNAM.
- Cuadro de maestros del  Centro Universitario de Teatro. UNAM.
- Compañía Nacional de Teatro, INBA.
- Maestro de Acrobacia Expresión Corporal y Concientización Corporal en el Centro Univ. de Teatro, UNAM.

## Filmografía

### Televisión
| Año       | Título                              | Personaje                     |
| --------- | ----------------------------------- | ----------------------------- |
| 2006      | La vida es una canción              | Bruno                         |
| 2010      | Linea nocturna                      | Juan                          |
| 2010      | Gritos de muerte y libertad         | Vicente Guerrero              |
| 2011      | La reina del sur                    | Potequim Galvez 'El Pote'     |
| 2012      | La ruta blanca                      | Homero Paz                    |
| 2014      | Camelia la Texana                   | Don Antonio Treviño           |
| 2015      | El dandy                            | José Luis Zamacona 'El Negro' |
| 2016      | Dios Inc.                           | Erick                         |
| 2016-2017 | Sin senos sí hay paraíso            | Javier González 'Gato Gordo'  |
| 2017      | Su nombre era Dolores               | Mario Macías                  |
| 2018      | La jefa del campeón                 | Bonifacio Durán "El Coronel"  |
| 2018      | Ingobernable                        | Juventino                     |
| 2018-2019 | Señora acero                        | Juan Román                    |
| 2019      | Hernán                              | Moctezuma                     |
| 2022      | El repatriado                       | Don Chucho                    |
| 2022-2023 | Harina                              | Comandante Miguel Pizarro     |
| 2023      | Madre de alquiler                   | Mubu                          |
| 2023      | Pancho Villa: El Centauro del Norte | Victoriano Huerta             |

## Cine
| Año  | Título                                                                                     | Personaje                 |
| ---- | ------------------------------------------------------------------------------------------ | ------------------------- |
| 1996 | Julio y su ángel                                                                           | Carlos                    |
| 1997 | Me llaman madrina                                                                          | El vaquero                |
| 1997 | La perra                                                                                   | Sargento Rivas            |
| 2000 | Amores perros                                                                              | Álvaro                    |
| 2002 | Cuentos de hadas para dormir cocodrilos                                                    | Domingo                   |
| 2002 | El tigre de Santa Julia                                                                    | Padre                     |
| 2002 | El crimen del padre Amaro                                                                  | Lucas                     |
| 2003 | Érase una vez en México                                                                    | Que Pasa                  |
| 2003 | El misterio del Trinidad                                                                   | Tiburón enano             |
| 2004 | Soba                                                                                       | Iván                      |
| 2005 | Yo estaba ocupada encontrando respuestas, mientras tú simplemente seguías con la vida real | Cocinero                  |
| 2005 | El violín                                                                                  | Capitán                   |
| 2005 | El otro José (Cortometraje)                                                                | Judicial                  |
| 2006 | Mezcal                                                                                     | Antonio                   |
| 2006 | Un mundo maravilloso                                                                       | Guardia de la mansión     |
| 2007 | Déficit                                                                                    |                           |
| 2007 | Mejor que Gabriela no se muera                                                             | Bracho                    |
| 2008 | Conozca la cabeza de Juan Pérez                                                            | Capitán Juárez            |
| 2008 | Pelea de Gallos (Cortometraje)                                                             | Julián Gracia             |
| 2008 | El viaje de Teo                                                                            | Dagoberto                 |
| 2008 | Morenito, el escandalo                                                                     | Vicente Anaya             |
| 2008 | Solo quiero caminar                                                                        | Roberto                   |
| 2009 | Bala mordida                                                                               | Sargento Rojas            |
| 2010 | El infierno                                                                                | Sargento                  |
| 2010 | Año Bisiesto                                                                               | Papa                      |
| 2011 | Mi universo en minúsculas                                                                  | Jardinero                 |
| 2011 | Pastorela                                                                                  | Comandante                |
| 2011 | El Jazz (Cortometraje)                                                                     | Mateo                     |
| 2012 | La vida precoz y breve de Sabina Rivas                                                     | General Valderrama        |
| 2012 | Morelos (película)                                                                         | José María Morelos        |
| 2012 | Colosio: El asesinato                                                                      | Comandante Benítez        |
| 2013 | "Nómadas"                                                                                  | Romy                      |
| 2013 | Ciudadano Buelna                                                                           | Carranzco                 |
| 2014 | Obediencia perfecta                                                                        | Arzobispo                 |
| 2014 | La dictadura perfecta                                                                      | Procurador                |
| 2014 | Dodo                                                                                       | Carlitos                  |
| 2014 | Cantinflas                                                                                 | Entrenador                |
| 2015 | El sargento Matacho                                                                        | Comandante Duarte         |
| 2016 | Sensato Delirio (Cortometraje)                                                             | Guerra                    |
| 2016 | La habitación                                                                              | Hilario                   |
| 2018 | Inquilinos                                                                                 | Antonio                   |
| 2018 | Mariquita Quita (Cortometraje)                                                             | Abuelo                    |
| 2020 | Todo en juego                                                                              | Lucio                     |
| 2023 | A todas partes                                                                             | Sargento                  |
| 2023 | Uno para morir                                                                             | Dr. Armando Brimoldi Paez |
| 2023 | Los (casi) ídolos de Bahia Colorada                                                        | Don Tasio                 |
| 2024 | Hijo de familia                                                                            | Roberto                   |
| 2024 | Angeles de fuego                                                                           | Mario Zambrano            |

## Teatro
- Yamaha 300. Dir. Antonio Castro
- 1822. El Año que fuimos Imperio. Autor: Flavio G. Mello. Dir. Antonio Castro.
- Don Juan o el Convidado de Piedra. Autor: Molière. Dir: Ludwik Margules.
- Máscara vs Cabellera. Autor: Víctor Hugo Rascón Banda. Dir. Enrique Pineda.
- Las Adoraciones. Autor: Juan Tovar. Dir. Ludwik Margules.

## Nominaciones y festivales
- Nominación al Ariel de la Academia, mejor "Co-actuación masculina" por la película "Nómadas"
- Nominación a mejor actor por la Academia. Película Mezcal.
- Festival de Cannes, Francia. Película El violín.
- Festival Iberoamericano de Buenos Aires, Argentina. (Teatro Cervantes)
- Festival OF-OF. Broadway, Nueva York, EUA.
- 5.º. Festival Iberoamericano de Teatro en Cádiz, España. Con la obra El viaje de los cantores.
- Participación en el Festival Internacional  Cervantino. Obra La farsa infantil de la cabeza del dragón.
- Festival Internacional Cervantino en Guanajuato.